# Isothrix
Isothrix (Wagner, 1845) è un genere di roditori della famiglia degli Echimiidi localmente noti come toros.

## Descrizione

### Dimensioni
Al genere Isothrix appartengono roditori di piccole dimensioni, con lunghezza della testa e del corpo tra 180 e 275 mm, la lunghezza della coda tra 170 e 300 mm e un peso fino a 570 g.

### Caratteristiche craniche e dentarie
Il cranio è largo e presenta un rostro corto ed ampio, le arcate zigomatiche fortemente curvate verso l'esterno e le bolle timpaniche moderatamente rigonfie. I denti masticatori hanno la corona bassa, quattro radici e la superficie occlusiva circolare.
Sono caratterizzati dalla seguente formula dentaria:

### Aspetto
La pelliccia è lunga e soffice. Le parti dorsali variano dal bruno-giallastro striato di nero al bruno-rossiccio o marrone scuro, mentre le parti ventrali sono generalmente più chiare, giallognole o giallo-brunastre. In diverse specie sono presenti delle bande nere sulla testa che affiancano una striscia più chiara e delle macchie biancastre alla base posteriore delle orecchie, le quali sono corte ed arrotondate. Il muso è lungo ed appuntito, gli occhi sono grandi. I piedi sono corti e larghi, gli artigli sono robusti e le piante dei piedi sono provviste di grossi cuscinetti carnosi. La coda è più lunga della testa e del corpo, è ricoperta di lunghi peli che nascondono parzialmente le scaglie sottostanti e termina con un ciuffo. In una specie la parte terminale è bianca. Le femmine hanno 3-5 paia di mammelle pettorali ed uno inguinale.

## Distribuzione
Sono roditori arboricoli diffusi nell'America meridionale

## Tassonomia
Il genere comprende 6 specie.
- Isothrix barbarabrownae
- Isothrix bistriata
- Isothrix negrensis
- Isothrix orinoci
- Isothrix pagurus
- Isothrix sinnamariensis